# Siemens Viaggio Comfort
Az ezen a konstrukción alapuló észak-amerikai személykocsihoz lásd: Siemens Venture
A Siemens Viaggio Comfort a Siemens Mobility által gyártott mozdonyvontatású vasúti személykocsik márkája. A kocsit a 2000-es évek elején tervezték, és a korábbi Siemens Viaggio Classic vasúti kocsikra épült. A kocsikat először 2008-ban használták a Railjet nevű, az Osztrák Szövetségi Vasutak (ÖBB) és a Cseh Vasutak (ČD) által üzemeltetett nagysebességű európai vasúti szolgáltatásban.

## Története
A Siemens először a Viaggio Comfort kocsikat gyártotta az Osztrák Szövetségi Vasutak (ÖBB) azon kérésére, hogy a készülő Railjet nagysebességű vasúti szolgáltatáshoz mozdonyvontatású, ingavonati üzemre alkalmas szerelvényeket készítsen. A nagysebességű vasúti szolgáltatások általában villamos motorvonatokat használnak, de az ÖBB nemrégiben vásárolt egy Siemens EuroSprinter villamos mozdonyokból álló flottát, amelyet továbbra is használni kívánt. Egy pályázati eljárást követően 2006 februárjában jelentették be, hogy a Siemens Viaggio Comfort a legjobb konstrukció, valamint a legolcsóbb is. 2006 februárjában az első megrendelés 23 darab 7 kocsis szerelvényre szólt, amelyet 2007 szeptemberében az ÖBB második megrendelése követett további 44 szerelvénnyel. 2007 szeptemberében a megrendelés összértéke 798 millió euró volt 469 személykocsira.
A külső és belső kialakítással a Spirit Design ipari formatervező céget bízták meg. A vezérlőkocsi elülső végének formáját a Siemens EuroSprinter mozdonyok formatervéből vették át, amelyekkel a szerelvényeket párosították. A szerelvényeket a Siemens maribori (Szlovénia) gyárában gyártották, és az első egység 2008. szeptember 15-én készült el, majd több helyen, többek között az InnoTrans vásáron is bemutatták, mielőtt 2008 végén megkezdődtek a tesztüzemek. 2008. december 14-én indult az első Railjet kereskedelmi forgalom.
2011 szeptembere és 2012 májusa között a Cseh Vasutak (ČD) tárgyalásokat folytatott arról, hogy az ÖBB által megrendelt hét szerelvényt átvegye, hogy a szintén Railjet néven futó nagysebességű vasúti szolgáltatásában használhassa. A Viaggio Comfort motorkocsik 2014. június 15-én álltak forgalomba a ČD-nél.
2018 júliusában a Cseh Vasutak 10 darab 5 kocsis szerelvényt rendelt a Siemens Mobility és a Škoda Transportation konzorciumtól. Az egységek a belföldi vonalakon közlekednek Prága és Cheb között Pilsenen vagy Ústí nad Labemen keresztül. Ezeknek az egységeknek a maximális sebessége 200 km/h-ra csökkent, mivel a vezérlőkocsi nem része a kocsiösszeállításnak. InterJet márkanevet viselnek. 2021. december 12-én indult a kereskedelmi forgalom.
2021 áprilisában a Cseh Vasutak további 20 darab 9 kocsis szerelvényt rendelt a Siemens Mobility és a Škoda Transportation konzorciumtól. Az egységek a Prágából Hamburgba, Budapestre és Bécsbe közlekedő nemzetközi járatokon fognak közlekedni. A vezérlőkocsi elülső végének formája a Siemens Vectron mozdonyok kialakításából származik majd. A megrendelés összértéke 12,5 milliárd cseh korona (kb. 490 millió euró) 180 személykocsira.

## Vonatszerelvények
A legtöbb Siemens Viaggio Comfort motorkocsit félig állandóan összekapcsolt szerelvényekké konfigurálják, a kocsik közötti nyitott folyosószerű összeköttetésekkel, de a szerelvény külső végein szabványos csatlakozókkal, amelyekkel a szerelvényt mozdonyokhoz vagy más vasúti kocsikhoz lehet csatlakoztatni.

### Railjet vonatszerelvények
Egy Railjet vonatszerelvény hét különálló kocsiból áll: négy turistaosztályú kocsi (economy), egy étkezővel és egy első osztályú ülőhelyekkel felszerelt kocsi (first), egy első osztályú ülőhelyekkel felszerelt kocsi (first), valamint egy első osztályú ülőhelyekkel és egy business osztályú ülőhelyekkel felszerelt vezérlőkocsi (business, a legmagasabb komfortfokozat).
A szerelvényeket a Siemens gyártotta a szlovéniai Mariborban, a végső összeszerelést pedig az ÖBB műszaki részlege végezte a bécsi Simmeringben.
A személykocsik elektropneumatikus tárcsafékkel (tengelyenként 3 darab az SF400-as forgóvázakon), valamint elektromágneses vágányfékkel (örvényáramú fékek) és rögzítőfékkel vannak felszerelve. A vezérlőkocsi is kézi működtetésű fékkel rendelkezik, amely a tárcsafékeket használja. A forgóvázak elsődleges felfüggesztése tekercsrugós, a másodlagos felfüggesztés pneumatikus. A fékberendezéseket a Knorr-Bremse, a légkondicionáló berendezéseket a Liebherr szállítja, az ajtókat, a kocsik csatlakozásait, a WC-ket és az üléseket pedig más alvállalkozók gyártják.
Az osztrák szerelvények rendszeresen közlekednek Ausztrián kívül is, eljutnak Németországba, Svájcba, Szlovákiába, Olaszországba, Csehországba és Magyarországra.

### Magyarországi beszerzés
Az elavult magyarországi IC kocsik helyett felmerült, hogy szintén ilyen zárt ingavonatokat üzemeltet a MÁV-START Zrt. is. A megvásárlás helyett azonban csak bérleti szerződés került szóba. Az elképzelés szerint 39 plusz opcionálisan 10 új, korszerű, vezérlőkocsival együtt legalább 7 kocsis távolsági szerelvény érkezne, amelyek szintén 230 km/h maximális sebességre képesek. Ezeket a szerelvényeket Siemens Vectron mozdonyokkal vontatnák.

## Műszaki felépítése

### Kocsiszekrény
A kocsiszekrény profilokból és lemezekből hegesztett szerkezet. Az egyes részek, szerkezeti acélból és ferrites rozsdamentes acélból készültek, többszörös összetételű kivitelben. A kocsiszekrény önfrekvenciái úgy vannak méretezve, hogy a futóműből származó hatás az önfrekvenciát ne érje el. Szerkezetének szilárdsági kialakítása megfelel az EN 12663 szabványnak, a szabvány P-I kategóriába tartozik.

### Alváz
Az alvázkeret egy hegesztett szerkezet, amely hengerelt acélprofilokból, hajlított profilokból és acéllemez-részekből áll. Az alvázkeret az oldalfalakkal, a tetővel és a homlokfalakkal közösen egy hordozó egységet képez. Ezen szerkezet alsó részén lévő hullámos lemez zárja le az alvázat.
A fő kereszttartók egyben a kocsiszekrény hordszerkezetei. A két kocsivégen találhatók a fejrészek. Az Afmpz- és a Bmpz/2 kocsiknál itt került elhelyezésre a rövidre kapcsolt rész, illetve a vonó- és ütköző berendezés. Az alvázkeret minden szükséges hordszerkezettel el van látva, a fék-, a klímaberendezés, az elektromos részek, valamint a higiéniai berendezések elhelyezésére. Az alváznál olvadó hegesztési technológiát alkalmaztak.

### Oldalfalak
Az oldalfalak függőlegesen és vízszintesen elhelyezett profilokból épített vázból állnak. Korrózióvédelemre csupán a nyílt keresztirányú vágással rendelkező elemek szorulnak. A profilok hegesztéssel vannak egymással összekapcsolva. A külső lemez össze van hegesztve a vázzal, ennek során fűző hegesztést és ponthegesztést egyaránt alkalmaztak.

### Homlokfalak
Az oldalfalakhoz hasonlóan, a homlokfalak is hegesztett vázszerkezetűek, amelyek sima lemezzel vannak borítva. A homlokfalak olyan kialakításúak, hogy a kocsiátjárók ezekhez vannak hozzáépítve olyan módon, amely lehetővé teszi az egyszerű szerelhetőséget. A homlokfalon továbbá egy felmászás elleni védelem került elhelyezésre, amely ütközés esetén elnyeli az energiát és azt a célt szolgálja, hogy megakadályozza a járművekre való felcsúszását (felmászását) az előzőre.

### Tető
A tetőszerkezet a két felső kereten nyugszik, melyek keresztmetszete a kocsi teljes hosszában azonos. A tető bordázata – az oldalfalakéhoz hasonlóan, – felhegesztett profilokból készült. A tető borítása a jármű teljes hosszában végigmenő hullámlemezből áll, amely a vázhoz van hegesztve. Maga a tetőváz 1.0977 minőségű szerkezeti acélból készült. A hullámlemez-borítás rozsdamentes 1.4003 típusú acélból készült, hogy ellenálljon a korróziónak.

### Járműfej (vezérlőkocsi vezetőállásos oldala)
A vezérlőkocsi (Afmpz) vezetőállása a kocsiszekrény részét képezi. Nagyrészt ellenálló és egyszerűen javítható acélszerkezetből áll. Az alumínium oszlopok és a vezetőállás vázának borítása üvegszál erősítésű műanyag maszkból áll, amely rá van ragasztva az acélszerkezetre. A járműfejbe egy irreverzibilis ütközőelem van beépítve.

### A jármű festése
Az alváz festése egy kétkomponensű 2K EP alapozásból és egy rugalmas kétkomponensű 2K EP fedőrétegből áll. Az oldalfalak külső festésének a korrózióvédelmen kívül optikai követelményeknek is meg kell felelnie. A festés kétkomponensű 2K EP alapozásból, a felszíni egyenetlenségek megszüntetéséből és feltöltéséből, kétkomponensű 2K EP alapfestésből áll. A kívánt szín kialakításához egy kétkomponensű 2K PUR fényezést alkalmaztak a kívánt fényességi fok eléréséhez és strapabíró fedőréteggel vonták be, különös tekintettel a graffiti ellen való védelemre. A tető a 2K EP alapozás után egy fedőréteget kap 2K PUR fedőfestékből. Az alkalmazott festékrendszerek túlnyomó részt vízben oldható festékek.

### Ablakok
Az egyrészes homlokablak színezetlen, többrétegű biztonsági üvegből készült. Egy kerámiás szitanyomat fut körbe a széleken. Ez a szitanyomat védi az alatta lévő ragasztást, ami az üveget a kocsiszekrény szerkezetéhez rögzíti. A homlokablak látómezője elektromos fűtéssel rendelkezik, páramentesítés céljából.
A vezetőállás oldalablakai tokba leereszthető kivitelűek, ahol a kinyitandó részt lefelé, egy tartóba lehet letolni. Az ablakok a kocsiszekrény szerkezetéhez vannak csavarozva és ragasztva. Üvege két db. egyrétegű biztonsági üvegből készült üveglapból áll, amelyeket a jármű vészhelyzetben történő kiürítése esetén ablaktörő kalapáccsal betörhető. Így a szabad áthatolási magasság több mint 500 mm.
Annak érdekében, hogy a visszapillantó tükörben látni lehessen, a vezetőállás mindkét oldalán fűtött ablakok találhatók, két-két többrétegű biztonsági üveglapból. Ezek az ablakok a kocsiszekrényvázhoz vannak ragasztva.
Az utastéri ablakok ablakkeretből és ablaküvegből állnak. A keretszórási eljárással festett alumínium profilból készült és közvetlenül a kocsiszekrénybe van beragasztva. Az ablaküvegek eltávolítható tömítéssel vannak az ablakkerethez rögzítve. Ez a megoldás lehetővé teszi a sérült ablakok egyszerű cseréjét, a ragasztásos rögzítés megbontása nélkül, ugyanakkor a legnagyobb mértékű tömítést biztosítja. Az üveglapok energiatakarékos biztonsági üvegből készültek. A külső üveglapnál egyrétegű biztonsági üveget, míg a belsőnél többrétegű biztonsági üveget alkalmaztak. Az ablakok színezése összhangban van a jármű színével. Az utastér valamennyi ablaka nem nyitható nagy ablak – kivitelű. Ez a megoldás zavarmentes mobiltelefon vételi lehetőséget biztosít jelismétlő használata nélkül is.

### Vészkijáratok
Ezen ablakok üvegei úgy készültek, hogy egy speciális kalapáccsal, az üvegen megjelölt pontra történő ütés esetén betörnek. Az üvegtörő kalapácsok a megfelelő ablakok környékén, jól látható helyen vannak elhelyezve.

### Padló
A padlóbevonat PUR-habból áll, amelyre egy alumínium anyag van ragasztva. Ezek a habosított anyagból készült csíkok a kereszttartókra és a kocsiszekrény alvázának előlemezeire vannak ragasztva. A rétegelt nyírfa lapok az alumínium anyagra vannak csavarozva. A padlólapok ezáltal a PUR-habon úszva (rezgésszigetelten) kapcsolódnak a nyers kocsivázhoz. A padlólapok alatt, szintén a PURhabon vannak a tartóoszlopok az üléstartókkal együtt felszerelve, amelyek az ülések beépítésére szolgálnak és egyidejűleg biztosítják a padlózat és az ülések rögzítettségét. A felszálló terek belépő részében minden járműtípusnál „Traveller Performa“ típusú műanyag padlóborítást alkalmaztak.
- Az Afmpz-, Ampz- és az ARbmpz kocsik felszálló részei „Zerbino 566” (szennygyűjtő) típusú szőnyeggel borítottak.
- Az Afmpz-, Ampz- és az ARbmpz kocsik utasterének padlózata „Forte II TV” típusú szőnyeggel borított.
- Az ARbmpz kocsi padlózata a bisztró területén „Traveller Performa” típusú műanyag padlóval borított.
- A Bmpz/1- és Bmpz/2 kocsik felszálló és utastere „Traveller Performa” típusú műanyag padlóval borított.

A jármű oldalfalainál peremlécek vannak felszerelve, amelyeken a szőnyeg- illetve padlóborítás túlnyúlik, így a padló alatti szigetelés tömítése biztosított és a takarítás is könnyebben végezhető.

### Konyha
Az Afmpz kocsiban a premium és a business osztály között található a konyha, melynek rendeltetése elsősorban a premium osztály utasainak ellátása.

### Bisztró

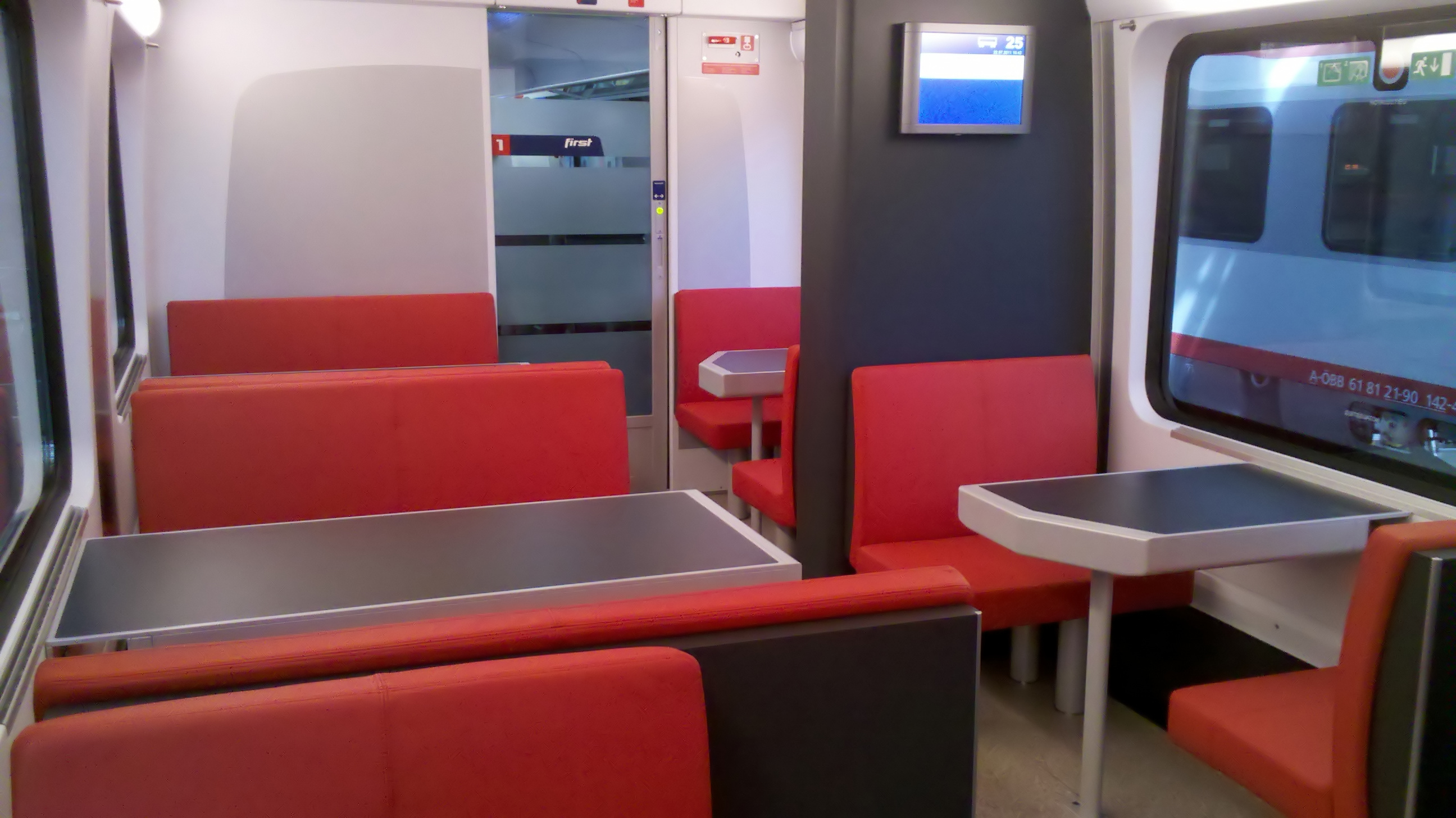
A vonat bisztrója

Az ARbmpz kocsi egy lezárható bisztró résszel rendelkezik, a pulton keresztül történő kiszolgáláshoz egy kis konyhával, illetve egy kocsitároló hellyel és egy ezzel határos állórésszel. A kocsitároló hely a fedélzeti konyhai eszközök tárolására szolgál. A szomszédos nagy állóterület arra szolgált, hogy az utasok itt elfogyasszák a megvásárolt ételüket és italukat. Ez a terület egy kitámasztóval ellátott körbeállható asztallal, három asztallal és egy ülőpaddal volt felszerelve. Az ÖBB 2011-ben az utasok és más vasúttársaságok kéréseinek eleget téve az addig kocsirészeket ülőhelyessé alakította át. Az utolsó 14 szerelvény eredetileg is ülőhelyekkel érkezett az ÖBB-hez.

### Információs pont
Az ARbmpz kocsiban a beszállótérben, a 2-es kocsivég-átjáróban egy információs pont kapott helyet, ahol a fő utastájékoztató kezelése történik, a vonatkísérő által. Az utazás megkezdésekor a vonatkísérő elvégzi az utastájékoztatás élesztését. Ez oly módon történik, hogy betáplálja a szükséges adatokat, mint pl. a pályaszakasz számát. A vonatkísérő terminálján a szövegek több nyelven (átkapcsolható) jelenhetnek meg. Az információs ponttal szemben lezárható trezorok találhatók a szolgálattevők személyes tárgyai elzárására.

### Utastájékoztató képernyők

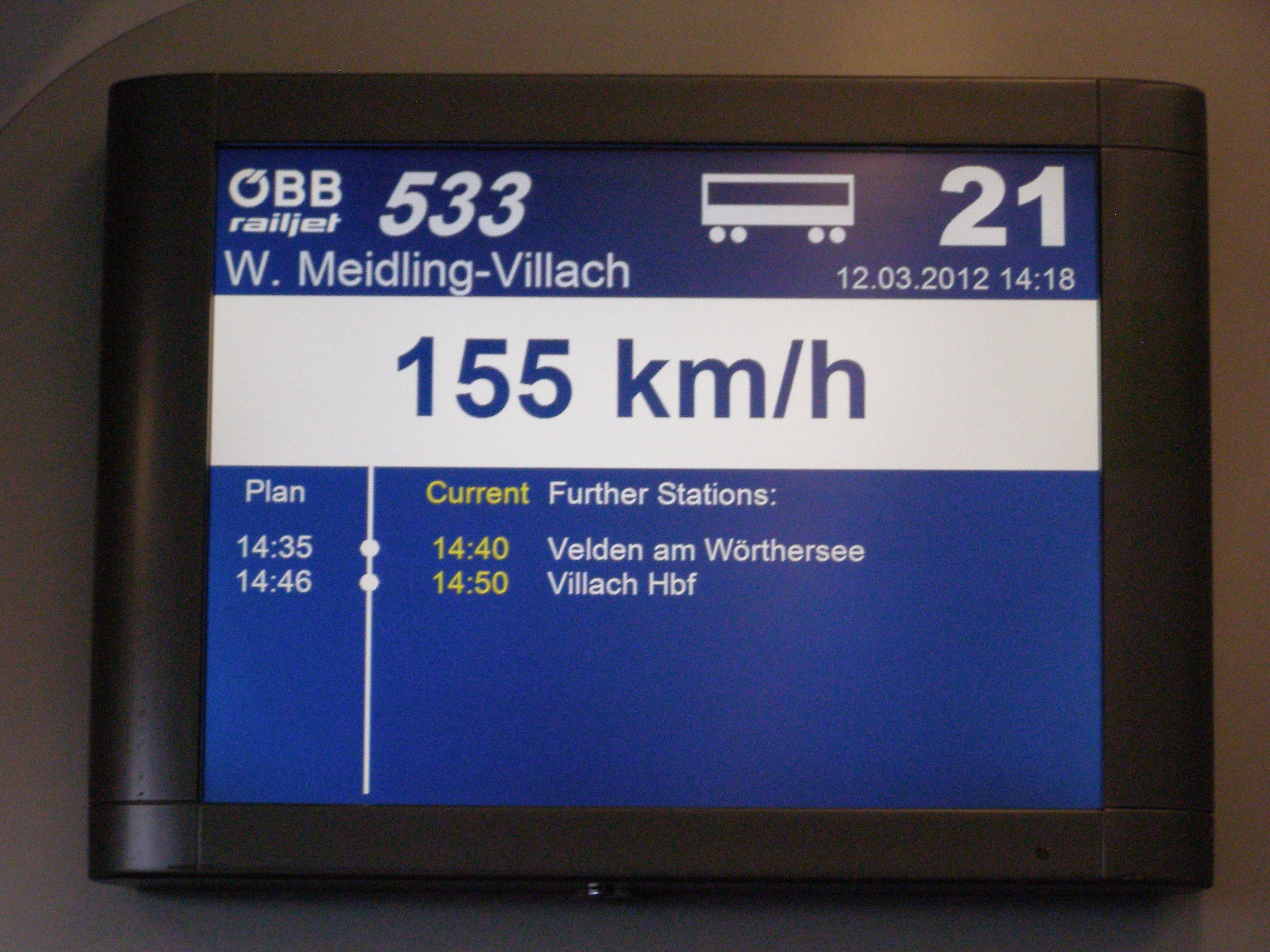
Utastájékoztató képernyő 2016 előttről

A szerelvényben mintegy 80 utastájékoztató képernyőt helyeztek el. Ezek részben a válaszfalakon, részben pedig a folyosó felett kaptak helyet. A képernyőkön általában folyamatosan változó tartalmat mutatnak: pozicionális és menetrendi információkat, időnként pedig (egy-egy képernyőnyi tartalom erejéig) reklámot. Korábban – a szerelvények bevezetésétől 2015-ig – az utastájékoztatás része volt pozicionális információk megjelenítése is: a vonat aktuális (GPS-alapú) pozíciójáról három méretarányban mutatott a rendszer térképeket: a teljes vonalhossz átnézetes térképén, egy közepes méretarányban és egy részletes, a települések körvonalait és más topografikus elemeket mutató térképen. A jelenlegi megoldásban csak a következő állomás elérésének idejét írja ki a rendszer percben. A menetrendi információkhoz kapcsolva jelzik ki a vonat aktuális sebességét, alatta pedig az egyes állomásokról való menetrend szerinti, valamint az aktuális helyzetnek megfelelően becsült, az esetleges késéssel korrigált továbbindulási időpontokat. A következő állomás elérése előtt az átszállási lehetőségeket is listázza a rendszer, szintén az aktuális helyzetnek megfelelően (az esetleges késést beszámítva).

### Belső burkolatok
Az oldalfalak belső burkolatai üvegszál erősítésű műanyag és magas nyomású rétegelt lapokból állnak, amelyek részben kopás- és karcolásálló dekorfóliával vannak borítva. Az oldalfalak belső burkolataiba vannak beépítve az utastéri ablakok rolói. A tető üvegszál erősítésű műanyag és magas nyomású rétegelt lapokból készült lemezelemek kombinációjából áll, melyekbe bele van ágyazva a fő világítás és a klímaberendezés befúvókái. Annak érdekében, hogy a különféle tartalék alkatrészek száma csökkenthető legyen, a belső berendezés kialakításakor nagy súlyt helyeztek arra, hogy minél nagyobb számban alkalmazzanak azonos alkatrészeket. Ez elsősorban a modulos kialakítású poggyásztartóra, a tető elemeire és az oldalfalak burkolataira vonatkozik. Az ülőhelyes részek általában termes kialakításúak, ami annyit jelent, hogy a poggyásztartók hosszában végigmennek az utastéren. A poggyásztartók tartószerkezete olyan kialakítású, hogy helyet kaptak benne az olvasólámpa, hangszóró, stb. modulok, amelyek dugaszoló aljakkal kapcsolódnak a kábelekhez. A hozzáférhető burkolati elemek könnyen tisztítható réteggel vannak bevonva.

### A vezetőállás hátsó fala
Az Afmpz kocsi vezetőállásának hátsó fala választja el a vezetőállást az utastéri beszálló résztől. A vezetőállás hátsó falába van beépítve a vezetőállás ajtaja, amely felnyíló ajtó kivitelű és amely a beszálló térbe nyílik, ezen kívül pedig kémlelőablakkal és pánikzárral rendelkezik. A hátsó fal ajtóval együtt, tűzfalként szolgál a vezetőállás és az utastér között és megfelel az erre vonatkozó tűzvédelmi előírásoknak. Az ajtót csak egy speciális kulccsal lehet kinyitni, az illetéktelen személyek behatolásának megakadályozása céljából.

### Válaszfalak
Az Afmpz és ARbmpz kocsik üveg és magas nyomású rétegelt laprészekből készített válaszfalakkal rendelkeznek amelyek a poggyásztartó széléig érnek. A válaszfalüvegek 10 mm-es egyrétegű biztonsági üveglapokból állnak. Az Afmpz- kocsinál a válaszfalak az utasteret üléscsoportokra tagolják, míg az ARbmpz kocsiknál a válaszfal a bisztró területén ülő utasokat választja el a folyosótól.

### Szigetelés
A padlózat egy speciális hangelnyelő és rezgéscsillapító anyaggal van bevonva. Ez az anyag a kocsiszekrények üreges részeiben található, melynek vastagságát úgy választották meg, hogy a termikus és akusztikus tulajdonságai optimálisak legyenek. Ugyanilyen módon szigeteltek az oldalfalak és a tető területe is. Ehhez egy speciális, ún. hangelnyelő rétegezést vittek fel a kocsiszekrényre belülről, szórással. Ez az eljárás biztosítja, hogy a lehető legkisebb súllyal, a lehető legnagyobb mértékű legyen a hangszigetelés az alsó frekvencia-tartományban. Ezen felül a kocsiszekrény még szigetelő paplanokkal is be van borítva, amelyek úgy a hő-, mind pedig a hangszigetelésben fontos szerepet játszanak. Egy további aspektus a belső burkolat kivitelezése, melynek során az optikai előírások figyelembe vétele mellett olyan anyagokat alkalmaztak, amelyek hőleadó képességgel rendelkeznek és a kocsiszekrényt optimálisan szigetelik, az esetleges hőhidak elkerülése végett.

### Kocsitároló helyek
Az Afmpz és a Bmpz/2 kocsikban a 2. kocsivégnél a beszálló és előtérben kocsitároló helyek állnak rendelkezésre.

### Pályakotró
Az Afmpz kocsi (fejvég) 2. kocsivégnél egy pályakotró került a nyers kocsiszekrény alvázához rögzítésre, amely hóeltakarításra szolgál, továbbá megakadályozza, hogy idegen testek a jármű alá kerüljenek.

### Szoknyák
Az összes kocsi alváza szoknyákkal és felnyitható szoknyalemezekkel rendelkezik. Kellemes vonalvezetésűek és egy plusz védelmet biztosítanak az alváznál elhelyezett készülékek részére. Amennyiben az alváznál elhelyezett készülék nem igényel hozzáférhetőséget, akkor a szoknyák acéllemezes kivitelűek, amelyek az alvázhoz fixen vannak hozzácsavarozva. Az alvázban elhelyezett készülékek előtt lévő kihajtható szoknyák alumínium-szálas préselt profilokból készültek és lefelé nyithatók, ami által a készülékekhez való hozzáférés karbantartás és javítás céljából biztosított. Az oldalszoknyák mellett az alvázban a készülékek között padlólemezek vannak, amelyek által a készülékek közötti terület kőfelverődéstől és porhótól védett.

### Futómű
Az SF400 forgóváz családot légrugós és futó forgóvázzal, a mozdonyvontatású személyvonatok ingajárati közlekedtetésére fejlesztették ki. Optimális a futási magatartása a stabilitás, a komfort és a kisiklás elleni biztosítás tekintetében, illetve nagyfokú megbízhatóság és alacsony üzemelési költségek jellemzik ezt a forgóváz típust. Ezek a forgóvázak, illetve járművek olyan kialakításúak, hogy a lehetőleg legkisebb legyen a kerék és a sín közötti erő, illetve a kocsiszekrényben és az építőelemekben csekély legyen a gyorsulás. A szilárdsági és csillapítási tulajdonságok kialakításánál különösen figyelembe vették a beépített üvegeket, a stabilitást és a kényelmi szempontokat.
Ezt különösen a rugózatlan tömeg minimalizálásával, a kerékpárok hosszanti irányú puha primer rugózásával
érték el. A primer rugók és a forgóvázaknak a kocsiszekrénnyel szembeni csekély kifordulási merevségét is számításba vették. A forgóvázak kialakítása magában foglalja az ERRI B55 szerinti maximális vágánysüppedés és az UIC 518 szerinti vágányfekvési eltérések elleni védelmet. Az ennek során alapként meghatározott menetbiztonsági és utazási komfort határértékek megfelelnek az ERRI B55, UIC 518 illetve a DIN 5550 szabványban foglaltaknak.
A tárgyi forgóváz SF400 ÖBBrailjet 3 féktárcsával, elektromágneses sínfékkel rendelkező forgóváz, (az Afmpz 2-es kocsivég kivételével), és úgy menet-, mind pedig féktechnikai szempontból 230 km/h legnagyobb üzemi sebességre van kialakítva. A forgóváz legnagyobb tengelyterhelése 17 t.

### Ülések
A magas szintű utazási komfort biztosítása és a tartalék alkatrészek számának alacsonyan tartása érdekében az üléscsoportok mindig egyedi ülésekből állnak, amelyek közös tartókeretre vannak szerelve. Az ülések egy modulrendszer részei. Az üléshuzatok kialakítása olyan, hogy könnyen eltávolíthatók, illetve cserélhetők.
Az Economy osztály ülései kényelmes, vastag párnázatukkal tűnnek ki és jó minőségű, nagyértékű textíliával vannak bevonva, ezen kívül felhajtható kartámmal rendelkeznek. A sorban elhelyezett ülések felhajtható asztalkával rendelkeznek háttámlájukon hálós csomagtartóval. Ezen kívül kettes ülésenként egy konnektor áll rendelkezésre, pl. laptop használatához. Az ülések alatt kihúzható szeméttartók találhatók. A kényelmes párnázás és a kellemes anyagból készült üléshuzat hosszabb úton is megfelel a kényelmes ülés kritériumainak.
A Business osztály ülései az Economy osztály üléseivel szemben bőr huzattal rendelkeznek, háttámlájuk állítható és minden ülőhelyhez tartozik egy konnektor. Soros elrendezés esetén lábtartó is tartozik hozzájuk.
A Premium osztály ülései szintén bőr huzattal rendelkeznek és a háttámlájuk és lábtartójuk állításához különösen nagy hely áll rendelkezésre, ami által biztosított a kényelmes pihenő helyzet. Minden üléshez saját, nagy felületű felhajtható asztal tartozik, amely a kartámban van elhelyezve. Az üléscsoportok két tartólábbal vannak a padlózathoz rögzítve. Az oldalfalhoz nincsenek rögzítve, az optimális utazási komfort érdekében, mert így biztosított a hangszigetelt padlóhoz való kifogástalan rögzítés. A háttámlák, a kartámok és az ülőfelületek párnázása víz- és kopásálló és vasúti alkalmazásnak megfelelő anyagokból készült. Valamennyi alkalmazott huzat tartós és könnyen tisztítható anyagból készült.
Az ARbmpz kocsiban a bisztró területén egy bőrhuzatú ülőpad, és kapaszkodók kerültek elhelyezésre. Az információs pontban egy textilbevonatú, forgatható ülés van elhelyezve, a vonatkísérő számára.
A vezetőállásban egy járművezetőülés és egy „pilóta” ülés található. A járművezető ülése számos beállítási lehetőséggel rendelkezik – úgy, mint a „pilóta” ülés is – és az ülés fűtött, illetve fejtámmal van ellátva.

### Asztalok
A Premium osztályon, a kihajtható asztalokon kívül, amelyek a karfában vannak elhelyezve, még a válaszfalakon is találhatók szilárd rögzítésű asztalok.
A Business és Economy osztályon a szembefordított üléseknél kihúzható asztal került felszerelésre, amelyhez az ablak felőli oldalon beépített szemetestartó is tartozik.

### Standard WC
A WC blokk egy előregyártott modul. Az oldalfalak, a tető és a padló üvegszál erősítésű műanyagból készült és így együtt egy vízhatlan WC blokkot képeznek. Zárt rendszerű sűrített levegővel működtetett, vízöblítéses WC-t alkalmaz. Az öblítőrendszer takarékos vízfelhasználású.
A WC blokk belső berendezése lényegében az alábbi elemekből áll:
- Rozsdamentes WC csésze,
- Vízöblítés, a működtető gomb a WC csésze fölött található,
- Ruhafogas,
- Rozsdamentes mosdókagyló,
- A vízcsap működtetése nyomógombbal,
- Elektromos kézszárító,
- WC-papír tartó,
- Lehajtható pelenkázóasztal (csak a Bmpz/2 kocsiban).[22]

### Univerzális WC
Az előző fejezetben leírt standard WC fontos tulajdonságai és felszerelése az univerzális WC-vel megegyező.
Itt ezeken kívül még az alábbi, kiegészítő berendezések találhatók:
- Vészjelzőgomb a vonatkísérő hívásához,
- Mozgássérült utasok részére megfelelő fogantyúk és kapaszkodók,
- Elektromos működtetésű tolóajtó.

A WC megfelel az UIC 565-3 előírásnak.

### Személyzeti WC
A bisztrókocsihoz (ARbmpz) tartozó első WC a vonat személyzete (vonatkísérő, büfészemélyzet, stb.) részére van fenntartva, ezért ennek ajtaja egy kiegészítő zárral van felszerelve, amely csak egy megfelelő kulccsal nyitható. Ez a WC nem rendelkezik „foglalt” jelzéssel.

### Ivóvíztartályok
A nemesacél ivóvíztartályok a tetőben, a mindenkori felhasználó közelében került elhelyezésre. Feltöltésük a homlok, illetve oldalfalakon át, vízcsatlakozón keresztül történik az UIC 563 előírásnak megfelelően.

### Szennyvíztartályok
A nemesacél szennyvíztartályok az alvázban kerültek elhelyezésre. Itt különbséget kell tenni a fekália- és szennyvíztartály között. A két tartály szerelési szempontból részben külön van választva. A tartályban a két terület hermetikusan szét van választva és az egyes tartályok saját kiürítő és tisztító csatlakozással rendelkeznek, az UIC 563 előírás szerint.

### Vízcsőhálózat
A WC-hez, a fekália- és szennyvízvezetékekhez vezető csövek nemesacélból készültek. A konyhához és a bisztróhoz vezető ivóvízvezetékek réz kivitelűek. Azok a csővezetékek, amelyek fagynak vannak kitéve – különösen a fekália- és szennyvízvezetékek – az alvázban elektromos fűtéssel rendelkeznek.

### Poggyásztartók
A poggyászok elhelyezésére lényegében 3 terület szolgál:
- Az ablakok fölött lévő poggyásztartók,
- a Bmpz/1, Bmpz/2 és az Ampz kocsikban a poggyásztartó polcok,
- az üléstámlák közötti részek.

A poggyásztartó polcok elhelyezésénél ügyeltek arra, hogy lehetőleg az utastér közepén helyezkedjenek el és jól beláthatók legyenek.
A csomagoknak az utashoz legközelebb történő elhelyezésére a kocsi belső tetője alá szerelt poggyásztartó szolgál. Azáltal, hogy üveg elemeket használtak, biztosított az utazás során a kisebb táskák szemmel tartása is. Ha üres a poggyásztartó, akkor a mennyezetre jobb a rálátás és ez hozzájárul az utas kellemesebb térérzetéhez. A terjedelmesebb, vagy nehezebb csomagok részére poggyásztartó polcokat terveztek. A poggyásztartó polcok oldalfalai üvegből készültek, így csomagokra jobb rálátás biztosított.
A csomagok 3. tárolási lehetősége közvetlenül az ülésnél van, tehát a szembefordított ülések háttámlái közötti üregekben, illetve ahol elegendő hely van nagyobb csomagok problémamentes elhelyezésére.

### Kiegészítő berendezések
A vezetőállásban az alábbi berendezési tárgyak kerültek elhelyezésre:
- mentőálarc,
- egészségügyi doboz,
- ipari védősisak,
- tűzlétra,
- zseblámpa töltővel,
- jól látható biztonsági mellény.

Továbbá az egyes kocsik az alábbi tűzoltó készülékekkel vannak felszerelve:
- vezetőállásonként egy-egy 6 kg-os por- és haboltó,
- 2 db 6 kg-os haboltó minden kocsi beszálló és utasterében,
- 1 db 6 kg-os haboltó a bisztróban,
- 1 db 2 kg-os haboltó a konyhában.[22]

### Ellenőrző- / biztonsági berendezések

#### Külső tükör
Az Afmpz kocsi vezetőállása mindkét oldalon kihajtható külső tükörrel rendelkezik. A ki és behajtás sűrített levegővel történik a vezetőpulton lévő kapcsolóval. Kihajtott állapotban a külső tükör kinyúlik az UIC 505-1. szerinti szerkesztési szelvénybe.

#### A vezetőfülkében lévő naproló
Mindkét vezetőállás homlokablaka rolóval van felszerelve, amely egyrészt napellenzőként, másrészt az el nem foglalt vezetőállás nap általi felmelegedés elleni védelemként szolgál.

#### Homlokablak-tisztító berendezés
Az Afmpz kocsi vezetőállása elektromos ablaktisztító berendezéssel van felszerelve, amelyet a vezetőpultról lehet működtetni és a szakaszos működésen kívül 2 fokozatba állítható. A 15 l-es víztartály a vezetőpult alatt jobb oldalon egy szekrényajtó mögött helyezkedik el.

#### Légkürt
Az Afmpz kocsi tetején a járműfej fölött egy légkürt és egy elektromos kürt van felszerelve. A légkürt megfelel az UIC 644 előírásainak. Az elektromos kürt használata tolatáskor és műhelyi területen ajánlott. A légkürtök és az elektromos kürt kezelése a vezetőpultról működtethető.

### Világítás

#### Külső világítás
Az Afmpz kocsi 2. kocsivégen jelzőfényszórók (esti fény, fényszóró, zárjelző) a homlokjelző került felszerelésre. A Bmpz/2 kocsi 1-es kocsivégen találhatók a jármű zárófényei.

#### Belső világítás
A belső tér világítása fénycsövekkel történik, amelyek a tetőszerkezetbe vannak beépítve. Minden ülőhely egyedileg kapcsolható olvasólámpával van felszerelve (spotlámpa). A WC-kben spotlámpák szolgálnak világításra.

### Légkondicionálás

#### A vezetőállás klimatizálása
A klímaaggregátor kompaktaggregátorként van beszerelve a vezetőpultba a központi kezelőhelytől oldalra. A klímaaggregátor légkezelő és hűtő részből áll. A járműoldali csatornarendszerhez való kapcsolódási pontok nyomásálló kivitelben készültek. A nyomásvédelem megfelel az UIC 660 nagysebességű közlekedésre előírtaknak. Hűtőteljesítmény: kb. 5,5 kW Fűtőteljesítmény: kb. 6,5 kW.

#### Az utastér klimatizálása
A klímaaggregátor kompaktaggregátorként a padló alatt a kocsi közepén van elhelyezve. A klímaaggregátor légkezelő és hűtő részből áll, amely a kocsi hosszanti oldalán szoknyával borítva került elhelyezésre. Zárt padlólemezzel rendelkezik, a nagysebességű közlekedésre való alkalmasság céljából. A klímaaggregátor részegységei rezgést tompító módon kerültek rögzítésre. A járműoldali csatornarendszerhez való kapcsolódási pontok nyomásálló kivitelben készültek. A tiszta levegő odavezetése egy légbeszívó rácson keresztül történik a kocsi oldalfalán.
Közvetlenül mögötte található a sűrített levegővel működtetett nyomásvédő szelep. A keringtetett levegő beszívása a szemben lévő oldalfalon keresztül történik. Ennek során az utastéri levegő elszívásra kerül. E két elszívóból a levegő a beszívó csonkokon át közvetlenül a kompakt klímaaggregátorhoz jut, ahol a bevezetett levegő – ventilátor légszűrőjén keresztül beszívásra kerül és átmegy a párologtatón és az elektromos léghevítőn. Az előkészített levegő légcsatornákon keresztül a kocsik belsejébe, az utastérbe jut és ott elosztásra kerül.
Fűtés üzemmódban a szükséges levegő az ülések alatt és az ablakok alatt kerül kifúvásra. Hűtő üzemmódban a levegő nagy részét egy felfelé vezető csatornán át a tető részbe vezették és az utastér teljes hosszában a tetőn lévő befúvó nyílásokon szétoszlik az utastérben. A fennmaradó levegőt a padlócsatornán keresztül vezették az utastérbe.
A nyomásállóság miatt az elhasznált levegőt ki kell szívni. Erre a célra egy elszívó aggregátor szolgál, amely a beszálló tér fölött a tető részben található. Onnan egy csatorna vezet a légkifúvó dobozhoz a tetőben, amely nyomásszeleppel és kifúvó ráccsal rendelkezik. A légbeszívás a két kocsivégen lévő beszálló tér-tető fölött és a WC-ből történik.
A nyomásvédelem megfelel az UIC 660 nagysebességű közlekedésre vonatkozó előírásnak.
- Hűtőteljesítmény: kb. 36,0 kW
- Fűtőteljesítmény: kb. 39,5 kW[22]

### Melléküzemi berendezések

#### Nyomkarima kenés
Az Afmpz kocsi 2-es kocsivégen az 1. tengely, nyomkarima kenéssel van ellátva. A „Sepuls” nyomkarima kenő berendezés, a kenőanyagnak a felületre történő filmszerű felvitele útján nagyfokú hatékonyságot biztosít a nyomkarimákon és a sínek oldalain. Ennek során még nagyobb sebességnél is messzemenően elkerülhető a járművek beszennyeződése. A tartály közel 13 literes nyomkarima kenő készlettel rendelkezik.

#### Homokszóró berendezés
Az Afmp kocsik 2-es kocsivégeinek 1. tengelyénél homokszóró berendezés került elhelyezésre, amely fűtött csövekkel kapcsolódik a két homoktartályhoz, amelyek mindegyike 16 literes. A homokszórás csak a járművezető által kiadott megfelelő engedéllyel működtethető. Főként elinduláskor használatos.

### Ajtók / beszálló részek

#### Beszálló ajtó kimozduló lépcsővel
A beszálló ajtók teljesen elektromos rendszerek. A belső nyílászszélesség (minden kocsinál) 850 mm a kocsivégeken lévő beszálló részeknél, illetve a kocsivégtől számított egyharmad távolságban lévő beszálló ajtóknál (Afmpz és ARbmpz kocsiknál). Minden ajtó rendelkezik ajtóvezérléssel, amely először a kimozduló lépcsőt, majd pedig az ajtószárnyakat vezérli. A vezérlőnek kocsinként egy MVB és egy UIC csatlakozási pontja van, egy ajtóvezérlésnek egy UIC csatlakozási kártyája van.
A fel- és leszállás egy külön meghajtott kimozduló billenő lépcsőn és a kocsiban lévő 3 db fix rögzítésű lépcsőn keresztül történik, melyek lépcsőmagassága 200 mm. Az átjárás a járómagasságban > 1900 mm.
Az Afmpz kocsin lévő szolgálati kapcsoló, ÖBB négyszögkulcs segítségével a járműbe történő automatikus fel- és onnan való leszállást engedélyez, – energia rendelkezésre állása esetén. A Bmpz/2 kocsin a takarítók számára fenntartott kapcsoló – energia rendelkezésre állása esetén ÖBB négyszögkulcs segítségével lehetővé teszi a járműbe történő automatikus felszállást. Az ajtónyitás engedély kiadása után az ajtó a nyitógomb segítségével belülről, vagy kívülről kinyitható.
A folyamat a következő: Először kijön a kimozduló lépcső, aztán kinyílik az ajtó. A kb. 10 mp-es nyitvatartási idő után, amennyiben az ajtógombot, vagy a függőleges fénysorompót nem hozzák működésbe, akkor az ajtó rövid akusztikus figyelmeztetést, illetve a gomb villogó fényjelzését követően bezáródik.
A burkolat belső részén is található egy ajtózáró gomb, amellyel az ajtót zárni lehet. További zárási parancs az ajtóengedély visszavonásán keresztül történik, vagy távműködtetéssel, a kalauz-kapcsoló segítségével. A belső részen minden ajtónál, az ajtófedélre vízszintesen rá van szerelve egy elektromos vészműködtető, a fogantyúk és gombok fölött elhelyezve pedig a mechanikus vésznyitó.
5 km/h-nál nagyobb sebességnél az ajtó csak a „2- kézi működtetés“ –sel nyitható, 5 km/h sebesség alatt pedig a mechanikus segéd -ajtónyitóval belülről, illetve kívülről.

#### Emelőszerkezet mozgáskorlátozottak számára
Az ARbmpz kocsi 2-es kocsivége mozgáskorlátozottak részére lifttel rendelkezik, amely közvetlenül a kerekesszékes területnél található és amelyen keresztül a kerekesszékesek a peronról a járműbe juthatnak. A mozgáskorlátozottak részére készült liftet kizárólag oktatott személyzet (vonatkísérő) kezelheti. A mozgáskorlátozottak részére készült lift hordereje 300 kg.

#### Ajtó árufeltöltés céljára
Az ARbmpz kocsi 1-es kocsivége, feltöltés céljára szolgáló ajtókkal van felszerelve, amelyen keresztül a bisztró megrakott kiskocsik segítségével áruval feltölthető. Az ajtót csak a vonatkísérő személyzet, illetve a büfé személyzete működtetheti. Az ajtó vésznyitással is működtethető, de az utasok részére a vésznyitó nem hozzáférhető helyen van (a zárt fedélborítás alatt). Ez az ajtó teljes mértékben mechanikus, melynek belső nyílásszélessége 650 mm, belső magassága pedig kb. 1 720 mm.
A nyitott ajtó fejvédő berendezéssel van felszerelve és biztonsági hurokkal (fotocellával) ellenőrzött, éppúgy, mint a felszálló ajtók.

#### Átjáró ajtó
Az átjáró ajtók, amelyek az egyes járművek homlokfalainál találhatók, alaphelyzetben nyitva vannak. Itt tisztán mechanikus ajtóról van szó, amelyet elektromágnessel lehet nyitva tartani. Az átjáró ajtó tűzvédelmi ajtó is egyben, amely a tűz egyik járműről a másikra való átterjedését hivatott megakadályozni. A tűz, vagy füstjelző jelzése, illetve manuális vészműködtetés (a tetőn található) esetén old az elektromágnes és a rugóerő segítségével az átjáró ajtó szárnyai becsukódnak. Az ajtószárnyak záródási ereje olyan kialakítású, hogy nem áll fenn a becsípődés veszélye, illetve vész esetén manuálisan szétnyithatók. Az átjáró ajtók belső szélessége 1 100 mm, a belső magasság 1 960 mm.

#### Belső ajtók (tolóajtók)
A vonat fülkéinek elválasztására elektromos működtetésű tolóajtók szolgálnak, melyek belső szélessége 650 mm, amelyek a nyitási folyamat során nagyrészt behúzódnak a termes kocsi válaszfalaiba. Nyitásuk optikai mozgásérzékelő, vagy az ajtószárnyon lévő nyomógomb segítségével történik. Nyomógomb működtetésű ajtók a Bmpz/2 kocsi 2-es kocsivégében, (a gyermekmozi területén) az ARbmpz kocsiban a bisztró és az utastér között, (füst és zajterhelés) és az Afmpz kocsikban a 2-es kocsivégnél (kocsi leállító hely) találhatók.
Egy kétszárnyas ajtó, melynek belső szélessége 800 mm, található az ARbmpz kocsiban, a kerekesszékes területnél. Ennek belső magassága 2 050 mm.
A tolóajtók az alábbi részegységekből állnak:
- Ajtóhajtás (ajtóvezérléssel együtt),
- Optikai mozgásérzékelő,
- Üzemen kívül helyező kapcsoló,
- Ajtószárny Alsó ajtóvezető sín.[22]

### Információs berendezések

#### Külső kijelző
Valamennyi kocsi minden oldalán a 2-es kocsivégnél egy elektronikus kijelző (LED- kijelző) található, amelyen információk, mint pl. vonatszám és célállomás jeleníthetők meg.

#### Belső kijelzők
A járműveken a felszálló térben és az utastérben monitorok vannak elhelyezve, amelyeken keresztül az utasok tájékoztatása történik, mint pl. indulási idő, következő állomás, stb. továbbá az ülések fölött a poggyásztartókba szerelve kijelzők találhatók, ahol az ülőhely-foglalás látható.

#### Utastájékoztató rendszer (FIS)
Minden kocsi fel van szerelve hangosbemondóval és kijelző rendszerrel, az ún. utastájékoztató rendszerrel, amelyeken keresztül az utasok automatikusan, jól érthetően tájékoztathatók a szükséges úti információkról. Az utastájékoztató rendszer segíti a vonatvezetőt és ezt a vonat személyzete kezeli. A rendszer az utazás során lehetőséget nyújt speciális (menetrenden kívüli) bemondásra a kezelő személyzet által.
A rendszeradatok (pályaadatok, digitális bemondandó szövegek, és működési koordináták) egy külön pc-n hozhatók létre (nem része a vonatnak) és a megfelelő adathordozó segítségével, pl. memóriakártya, vihetők át az utastájékoztató rendszer központjába. Az utastájékoztató rendszer kezelése az ARbmpz kocsi elsődleges számítógépének kezelőegységén keresztül (az információs pontban) központilag történik.
Valamennyi, a kezeléshez szükséges adat itt betáplálható. A rendszert a menetútvonalnak megfelelően konfigurálják (Az utastájékoztató rendszer aktuális adatokkal való feltöltése). Miközben a jármű a specifikált pályán halad, a rendszer átveszi az utasok tájékoztatását, ami a kijelzőkön (belső- és külső kijelző, ülőhelyfoglalás stb.) való információk megjelenítésével, illetve hangosbemondó által történik. Ez az automatikus pályainformáció GPS koordináták segítségével működik. Az aktuális ország nyelvét a határon a vonatkísérő állítja be.
Az elektronikus kapcsolás meghibásodása esetén a vonat személyzete a kijelzést/bemondást manuálisan továbbléptetheti.

### Gyermekmozi
A Bmpz/2 kocsi 2-es végénél egy gyermekmozi került kialakításra, amely egy monitorral és DVD lejátszóval rendelkező ülősarokból áll.

### Külső feliratok
A járművek az UIC580 szabványban leírtak szerinti szükséges feliratokkal rendelkeznek.

### Belső feliratok
A járműveken az alábbi nyelveken helyeztek el figyelmeztető és eligazító feliratokat: németül, angolul, magyarul, olaszul.

### Sűrített levegő

#### A sűrített levegős csővezetékek az alvázban
A sűrített levegős csővezetékek az alvázban nagyrészt nemesacélból készültek. A csővezetékek összeköttetéseinél és a készülékekhez való csatlakozásnál szorító- és metszőgyűrűket alkalmaztak.

#### A sűrített levegős csővezetékek a kocsiszekrényben
Itt ugyanazokat az anyagokat használták, mint az előző fejezetben leírt sűrített levegős csővezetékeknél az alvázban.

### Fék
A járművek az alábbi fékekkel rendelkeznek:
- Sűrített-levegős fék,
- Vészfékáthidalás kiegészítő funkciókkal (időkésleltetés a DB rendszer alapján),
- Csúszásvédelem és gördülésellenőrzés,
- Elektromágneses sínfék,
- Rögzítőfék (rugóerő-tárolós fék),
- Közvetlen fék.[22]

#### Sűrített levegős és elektromos légfék
A kocsik egy közvetlenül ható nagyteljesítményű fékkel vannak felszerelve, amelyet egy elektromos légfék rendszer egészít ki.
A légfék megfelel az UIC540 által előírt kötelező pontoknak (2004-05-01-i kiadás), UIC541-1 (2003-11-01-i kiadás), UIC541-3 (2006-11-01)-i kiadás, UIC541-05 (2005-08-01-i kiadás), UIC543 (2007-01-01-i kiadás), UIC544-1 (2004-05-01-i kiadás), UIC545 (2007-01-01-i kiadás) és UIC546 (1980-01-01-i kiadás).
A mágneses-sűrített levegős fék mágneses szelepei befolyásolják a vezérlőszelepnél a nyomást a főlégvezetékben és ezáltal közvetlenül vezérli a fékhatást.
Fékezés esetén a kocsi egy elektromos jelre aktiválja az elektromos légféket. Ezzel egyidejűleg kinyílnak a fékszelepek, ami jelentősen lerövidíti az egész rendszer reakcióidejét. Az elektromos légfék a DB építési mód rendszer alapján került kifejlesztésre.

#### A vészfék áthidalása kiegészítő funkcióval
A vészfék egy elektromos légfék rendszer vészfékkel, a fék manuális oldásához. A kocsik DB rendszerű vészfék áthidalással rendelkeznek. Ezen kívül olyan funkciók is be vannak építve, mint az utasok által kezdeményezett utasvészfékezést a sebességtől függetlenül lehetővé tesznek, annak érdekében, hogy a vonatban lévő személyek mentéséhez, kimenekítéséhez a jármű mielőbb egy megfelelő helyre érjen.

#### Csúszásvédelem és gördülés – ellenőrzés
A kocsik mikroprocesszoros csúszásvédelemmel vannak felszerelve. Az elektromos csúszásvédelem ellenőrzi a sűrített levegő által vezérelt féket és megbízhatóan megakadályozza a kerekek blokkolását. A csúszásvédelem feloldása kerékpáronként történik. Minden járműbe beépítésre került a csúszásvédelemtől független gördülés – ellenőrzés.

#### Elektromágneses sínfék
Nagy sebességnél a szükséges fékút eléréséhez a kocsit elektromágneses sínfékkel szerelték fel. Mivel ez a rendszer közvetlenül a sínre hat, egyidejűleg más fékrendszer is működtethető, a kerekek blokkolásának veszélye nélkül. Minden forgóváz fel van szerelve elektromágneses sínfékkel, kivéve a „fejoldali” vezérlőkocsi forgóvázát (2-es kocsivég).

#### Rögzítőfék
Valamennyi kocsi fel van szerelve rugóerő-tárolós fékkel, amely a forgóváz összes tengelyére hat, kocsinként. A jármű mindkét végén van egy fékoldó, a rugóerő tárolós fék oldásához.

#### Közvetlen fék (csak az Afmpz kocsiban)
Az Afmpz kocsi vezetőállásába egy közvetlen fék került beszerelésre, amely a vezérlőkocsi összes tengelyére hat.

### Járműkapcsoló berendezés

#### Rövidre kapcsolás
A rövidre kapcsolás két kocsi nem szétválaszthatatlan, mechanikus és sűrített levegős összekapcsolására szolgál. A rövidre kapcsoló két azonos rövidre kapcsoló félből áll, amelyek vonókagylókkal vannak összecsavarozva és így egy szilárd egységet képeznek. A rövidre kapcsolt fél két polimerrugós gyűrűvel van ellátva, amelyek a csatlás oldalirányú elmozdulását lehetővé teszik és amelyek a megfordítható rész kb. 15 kJ-os energiafelvételét a kocsi hosszanti irányába átveszik. Amennyiben az 1500 kN erőt meghaladja, akkor belép a megfordíthatatlan energiaelnyelő elem, amely csatlási felenként kb. 300 kJ képes felvenni. A rövidre kapcsoló maximális vonóereje 1200 kN.

#### Ütközőkészülék
Az Afmpz kocsi 2-es kocsivégnél két ütköző került beépítésre, amely egy megfordítható és egy megfordíthatatlan energiaelnyelő elemből áll. Az ütközők magassága 110 mm. A megfordíthatatlan energiaelnyelő elem átlagos ütközést felvevő ereje 1300+150 kN. A Bmpz/2 kocsi 1-es végénél két ütköző került beépítésre, amely egy megfordítható és egy megfordíthatatlan energiaelnyelő elemből áll. Az ütközők magassága 105 mm. A megfordíthatatlan energiaelnyelő elem átlagos ütközést felvevő ereje 1300+150 kN.

#### Vonókészülék
A vonókészüléken kívül az Afmpz és a Bmpz/2 kocsikban egy UIC520 szerinti vonókészülék került elhelyezésre, vonóhoroggal és csavarkötéssel.

#### Átjáró-berendezés
Mindegyik kocsi nyomásálló átjáró- berendezéssel van felszerelve. Az átjáró-berendezés azon fix része a járműnek, amely lehetővé teszi a teljes relatív mozgást a kocsik között, és az utas részére biztos és kényelmes átjárást biztosít egyik kocsiból a másikba. A kocsik gyors szétválasztásához, illetve gyors be- és kisorolásuk lehetővé tételéhez az átjáró berendezés részletekben került kialakításra. A kocsik, illetve az átjáró berendezések a műhelyben néhány kézmozdulattal szétválaszthatók. Mindegyik homlokfalra egy-egy azonos kivitelű átjáró berendezés fél része van felszerelve, úgy, hogy a járműveket tetszőlegesen variálva lehet összekapcsolni.
Az átjáró berendezés fő részegységei:
- Körbefutó kettős harmonika-átjáró,
- Minden homlokfalra rácsavarozott keret,
- Középen fekvő kapcsolókeret 10 db egyenletesen elosztott gyors-zárral,
- Tagoló híd,
- A kocsi aljára csavarozott, rámpalemezzel ellátott kazetta, amely átveszi a tagolóhíd vezetését.

Jellemzők:
- A harmonika átjáró körülfogja a rövidre kapcsolt részt,
- A kapcsolókeret a tagolóhíd fölött a rövidre kapcsolt részre fekszik fel,
- Valamennyi elektromos kapcsolórész az átjáró berendezésen kívül található.

Fő méretek:
- Az átjáró belső szélessége (vállmagasságban) 1 100 mm,
- Az átjáró belső szélessége (kapaszkodók) > 950 mm,
- Az átjáró belső szélessége (járórész) kb. 800 mm,
- Az átjáró belső magassága kb. 1 970 mm (az átjáró teljes területe).[22]

#### Sűrített levegős kapcsolat
A szerelvény egyes kocsijai közötti sűrített levegős kapcsolat a rövidre kapcsolt részen keresztül valósul meg, amely a fékvezetékbe van beépítve. A rövidre kapcsolt rész összekapcsolásánál egyidejűleg a fékvezetékek is összekapcsolásra kerülnek. Az Afmpz kocsik 2-es végei és a Bmpz/2 kocsik 1-es végei az UIC 541-1 szerinti csatlótömlőkkel vannak felszerelve és ennél fogva alkalmasak olyan egyéb járművekkel való összekapcsolásra, amelyek UIC előírás szerinti kapcsolóval rendelkeznek.

#### Elektromos kapcsolat
A szerelvény két kocsija között a gyűjtősín kapcsolat és a 400 V-os vezeték az alvázban, a vezérlő vezetékek (busz és UIC vezeték) kábelcsatornákon keresztül kerülnek a homlokfalhoz. Az Afmpz- kocsik 2-es járművégén, és a Bmpz/2 kocsik 1-es járművégén a gyűjtősín összekapcsolása az UIC 552 szabvány szerint, az UIC vezeték összekapcsolása pedig az UIC 558 szerint történik.

### Hordszerkezet / és a magába foglalt részek

#### Az alvázban lévő készülékek
Az alvázban az alábbi készülékeket helyezték el:
- fekál- és szennyvíztartály
- sűrített levegős modul
- utastéri klímaberendezés
- energiaellátó egység (az ARbmpz kocsi kivételével)
- elektromos modul

Ezek a készülékek oly módon vannak az alvázhoz csavarozva, hogy egy csavar elvesztése esetén a leesés ellen védve vannak.

### Készülékek a kocsiszekrényben
Lényegében az alábbi készülékek vannak a kocsiszekrényhez szilárdan csavarozva:
- Vezetőállás kapcsolószekrények (csak az Afmpz járműnél),
- Vonatbiztosítási kapcsolószekrény (csak az Afmpz kocsinál),
- Kapcsolószekrények az utastérben,
- Víztartály a tetőben elhelyezve.[22]

### Elektromos kábelek vezetése

#### Kábelvezetés az alvázban
Az alvázban a kábelvezetés egy központi elhelyezésű előszerelt alumínium kábelcsatornában történik, ahonnan az alváz és a forgóváz csatlakozásaihoz védőtömlőkben lévő kábelkötegek vezetnek. A gyűjtősín saját alumínium csőben fut.

#### Kábelvezetés a kocsiszekrényben
A kocsiszekrény kábelvezetése előszerelt, horganyzott acéllemez kábelcsatornában történik a tetőben.

## Fejlesztések
Az ÖBB elsőként a távolsági nagysebességű közlekedésben kerékpár-szállítási lehetőséget is beépített a Railjetekbe. A kerékpártároló rész a vonatok vezérlőkocsijában lett kialakítva, a Business-osztály rovására, itt egy páholyt alakítottak  át. A kocsik előtereit is átalakították, hogy kényelmesebben lehessen a kocsik belsejébe juttatni a kerékpárokat. Az elektromos bicikliknek pedig elektromos csatlakozókat alakítottak ki, hogy utazás közben is tölthessék a járműveket az utasok. Az ÖBB tervei szerint vonatonként hat kerékpár szállítására lesz lehetőség.

## Származtatott típusok

### Siemens Venture
A Siemens Venture a korábbi, Európában használt Siemens Viaggio Comfort motorkocsikra épül, de az észak-amerikai piacra adaptálva. A kocsik 2018-ban álltak forgalomba a Brightline-nál. A vasúti kocsikat jelenleg az Amerikai Egyesült Államok Kalifornia, Illinois, Michigan és Missouri államai rendelik az Amtrak által üzemeltetett, államilag támogatott folyosókon való használatra, valamint a kanadai Via Rail a Québec City-Windsor folyosón való használatra. Ezeket a Siemens Mobility North American gyárában, a kaliforniai Florinban gyártják.

### Siemens Viaggio Next Level
A Viaggio Next Level a Comfort típus éjszakai változata. A Nightjet szolgáltatást fogja kiszolgálni 2023 decemberétől.

## Képgaléria

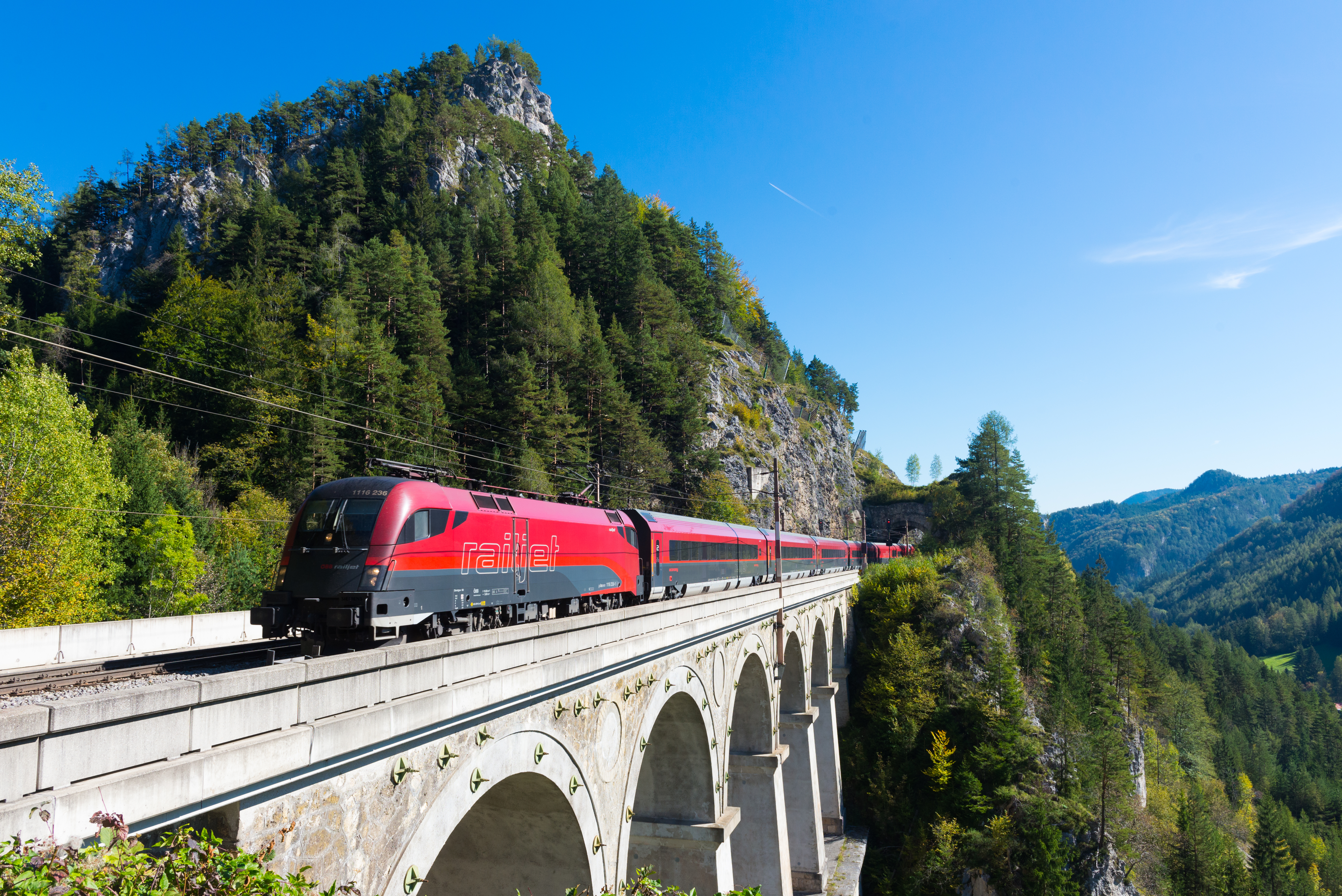
ÖBB Railjet áthalad a Krauselklause viadukton a Semmeringi vasúton
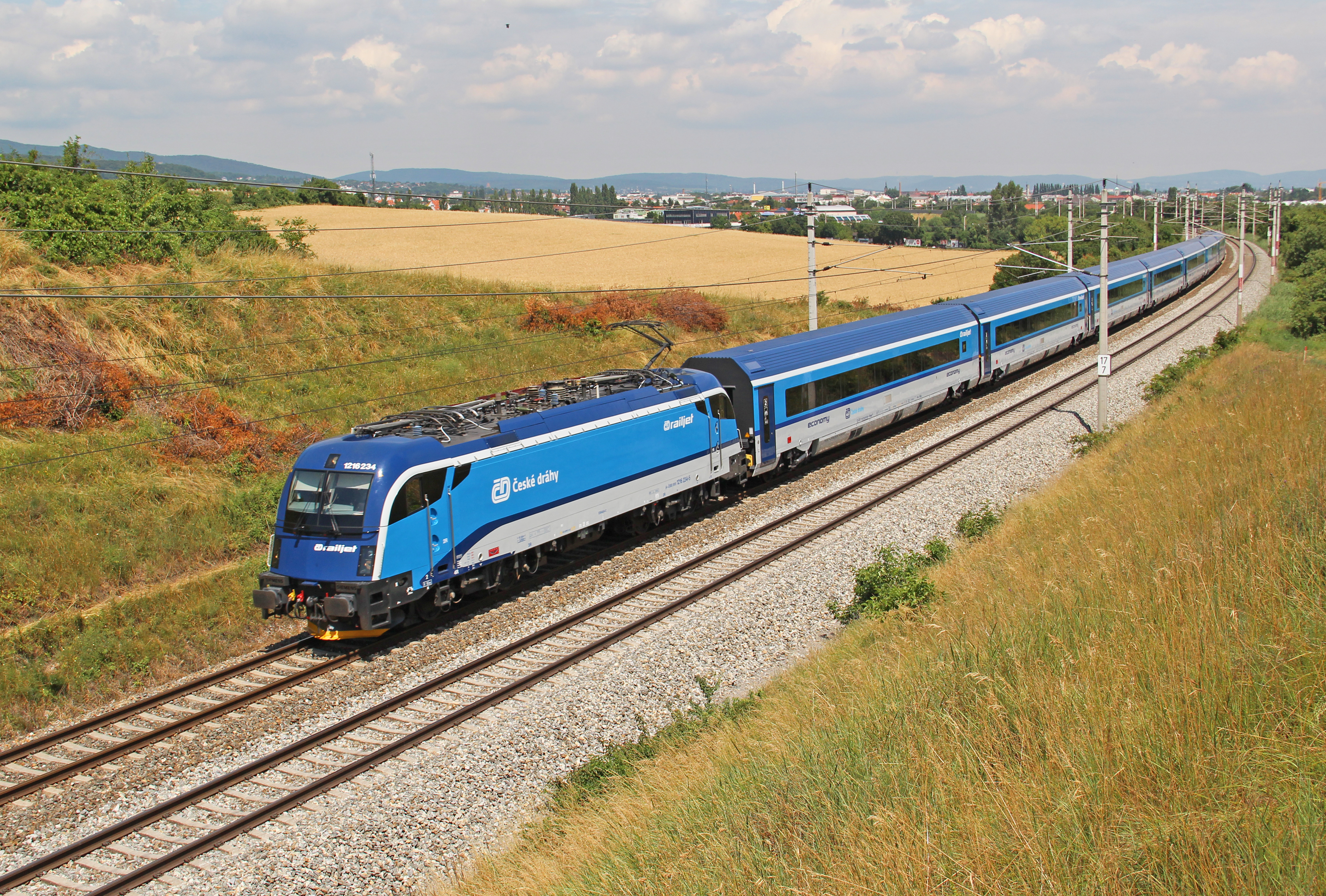
ČD Railjet úton Bécs felé